# Halictus iridicolor
Halictus iridicolor är en biart som beskrevs av Cameron 1905. Halictus iridicolor ingår i släktet bandbin, och familjen vägbin. Inga underarter finns listade i Catalogue of Life.